# Kenny George
Kenneth George jr., detto Kenny (Chicago, 1986), è un ex cestista statunitense.
È il giocatore più alto che abbia mai giocato nella NCAA: è alto 231 cm.
Ha militato nella NCAA con i Bulldogs di Asheville. Schiaccia senza dover saltare, ha mantenuto medie tra le più alte della NCAA in termini di punti, rimbalzi e stoppate.
La Nike ha realizzato 12 paia di scarpe su misura, esclusivamente per Kenny George: la sua misura 26 (sistema statunitense) e 62 nel sistema europeo, era infatti introvabile.
Nell'ottobre 2008 ha dovuto abbandonare la carriera cestistica a causa di una infezione da staphylococcus aureus, che lo ha costretto a subire una parziale amputazione del piede destro.

## Curiosità
- Con 237 cm è la sesta persona più alta del mondo, seconda nel continente americano e prima negli Stati Uniti d'America.
- Calzando 62, è il secondo uomo con i piedi più lunghi al mondo, dopo il venezuelano Jeison Orlando Rodriguez che calza scarpe numero 66.